# Кресцентий Флорентийский
Кресцентий (скончался ок. 396 года) — иподиакон. День памяти — 19 апреля.
Святой Кресцентий (Crescentius of Florence) был иподиаконом святого Зиновия, епископа Флоренции. Он был также учеником святого Амвросия Медиоланского.
Святого Кресцентия изображают как диакона
- с кадилом и потиром
- с кадилом и книгой,
- ухаживающего за больным.

Его особо почитают во Флоренции, Италия.